# Torre Chindia
La Torre Chindia (en rumano Turnul Chindiei) es una torre inclinada rumana construida por Vlad III El Empalador en Târgoviște, Dâmboviţa teniendo una función militar y estratégica. Actualmente es un sitio turístico, así como símbolo de la ciudad y allí están expuestos antiguos documentos y armas de la época de Vlad III.

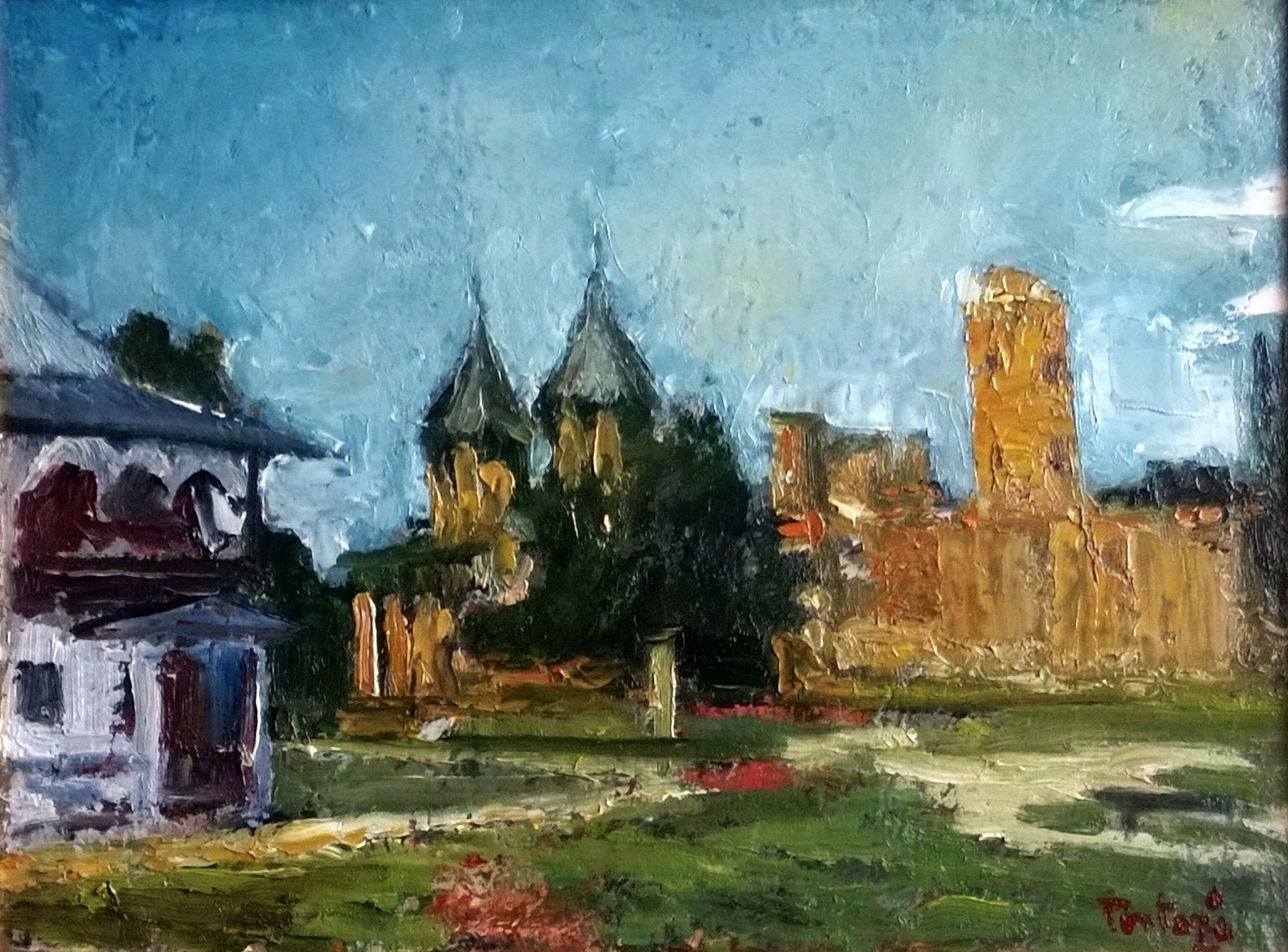
The Fortress of Târgoviște, painting by Valeriu Pantazi